# Microregione di Porto Nacional
Porto Nacional è una microregione dello Stato del Tocantins in Brasile appartenente alla mesoregione Oriental do Tocantins.

## Comuni
Comprende 11 comuni:
- Aparecida do Rio Negro
- Bom Jesus do Tocantins
- Ipueiras
- Lajeado
- Monte do Carmo
- Palmas
- Pedro Afonso
- Porto Nacional
- Santa Maria do Tocantins
- Silvanópolis
- Tocantínia